# Bransat
Bransat ist eine französische Gemeinde mit 529 Einwohnern (Stand: 1. Januar 2022) im Département Allier in der Region Auvergne-Rhône-Alpes (vor 2016 Auvergne). Sie gehört zum Arrondissement Vichy und zum Gemeindeverband Saint-Pourçain Sioule Limagne. Die Bewohner werden Bransatois und Bransatoises genannt.

## Geographie
Die Gemeinde Bransat liegt im Norden der Auvergne in der historischen Provinz Bourbonnais, etwa 29 Kilometer südsüdwestlich des Stadtzentrums von Moulins und etwa 25 Kilometer nordnordwestlich von Vichy. Das Gemeindegebiet wird vom 18 Kilometer langen Gaduet durchquert, der zur Sioule entwässert. Nachbargemeinden von Bransat sind Meillard im Norden, Verneuil-en-Bourbonnais im Nordosten, Saulcet im Osten, Louchy-Montfand im Südosten, Cesset im Süden sowie Laféline im Westen und Nordwesten.

## Bevölkerungsentwicklung
| Jahr                       | 1962 | 1968 | 1975 | 1982 | 1990 | 1999 | 2006 | 2012 | 2022 |
| -------------------------- | ---- | ---- | ---- | ---- | ---- | ---- | ---- | ---- | ---- |
| Einwohner                  | 621  | 571  | 532  | 536  | 484  | 508  | 511  | 488  | 529  |
| Quellen: Cassini und INSEE |      |      |      |      |      |      |      |      |      |

## Sehenswürdigkeiten
- Kirche Saint-Georges, seit 1967 Monument historique
- Brücke über den Le Gaduet, seit 1971 Monument historique

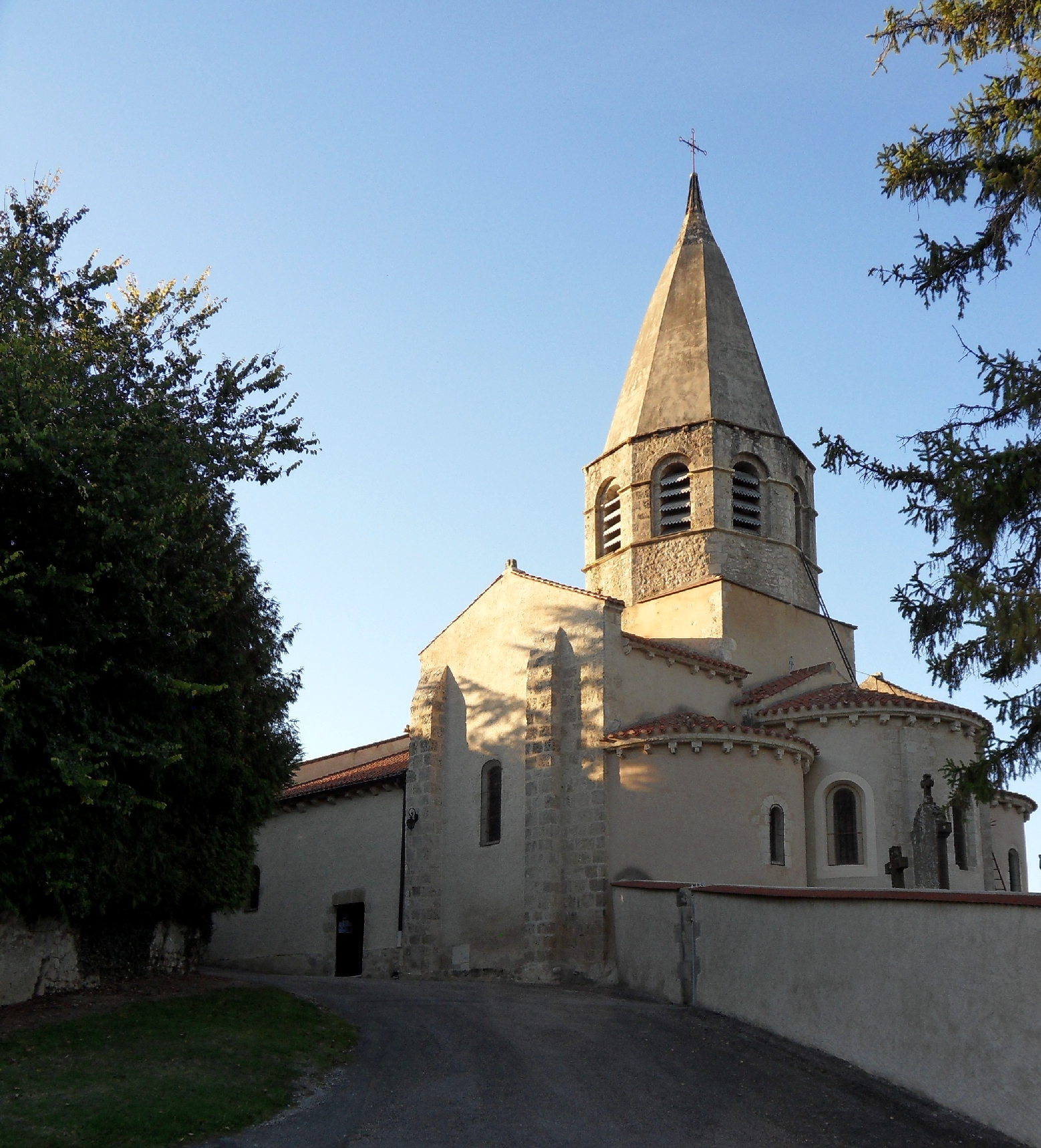
Kirche Saint-Georges
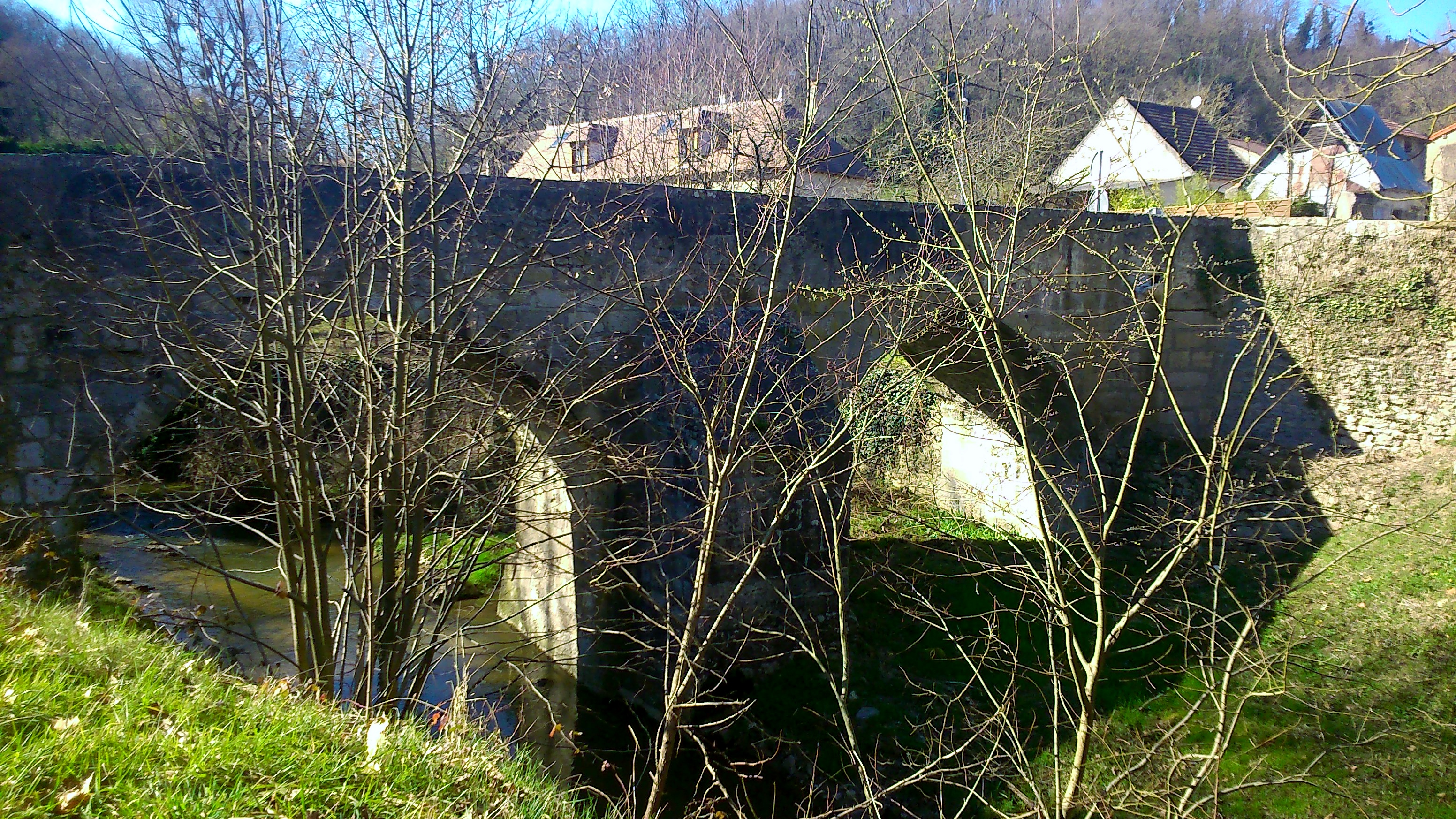
Brücke über den Gaduet